# Wadi Al Hayaa
El districte de Wadi Al Hayaa (àrab: شعبية وادي الحياة, xaʿbiyya wādī al-Ḥayāt) és un dels vint-i-un districtes en què es divideix Líbia. La seva capital és la ciutat d'Ubari i la seva superfície és de 31.890 km². El 2006 la seva població era de 76.858 habitants.